# Universidade Católica Timorense São João Paulo II.
Das Universidade Católica Timorense (UCT) São João Paulo II. (tetum Universidade Katólika Timorense) ist eine Hochschule in der osttimoresischen Landeshauptstadt Dili. Träger ist das Erzbistum Dili. Die Universität ist nach Papst Johannes Paul II. benannt. Der Hauptcampus befindet sich an der Rua 12 de Novembro im Stadtteil Balide (Aldeia 12 de Novembro, Suco Santa Cruz). Hier ist auch die Timoresische Bischofskonferenz untergebracht.
Das Erzbistum Dili reichte 2021 die Dokumente für die Gründung der UCT beim zuständigen Ministerium ein. Die offizielle Gründung der Universität fand am 8. Dezember 2021 statt. Die Immatrikulation beginnt ab Februar 2022.
Studenten müssen zuerst ein Vorsemester besuchen, in dem sie Portugiesisch und Englisch lernen. Portugiesisch dient als Unterrichtssprache. Als Kurse werden Sprachen, Bildung, Ingenieurwissenschaften, Medizin, Humanwissenschaften, Agrarwissenschaften und Kunst angeboten.

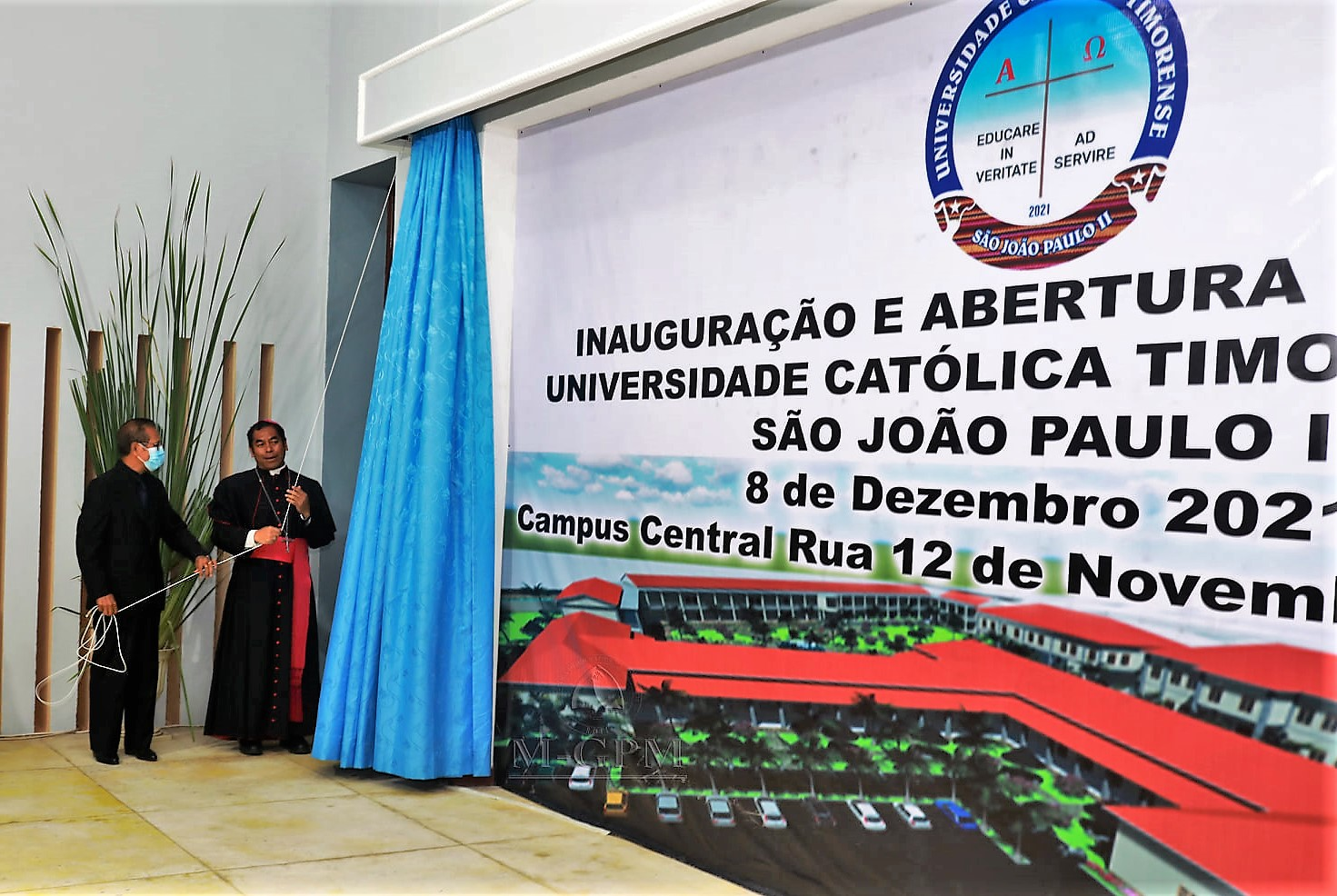
Einweihung der UCT durch Erzbischof Virgílio do Carmo da Silva und Premierminister Taur Matan Ruak
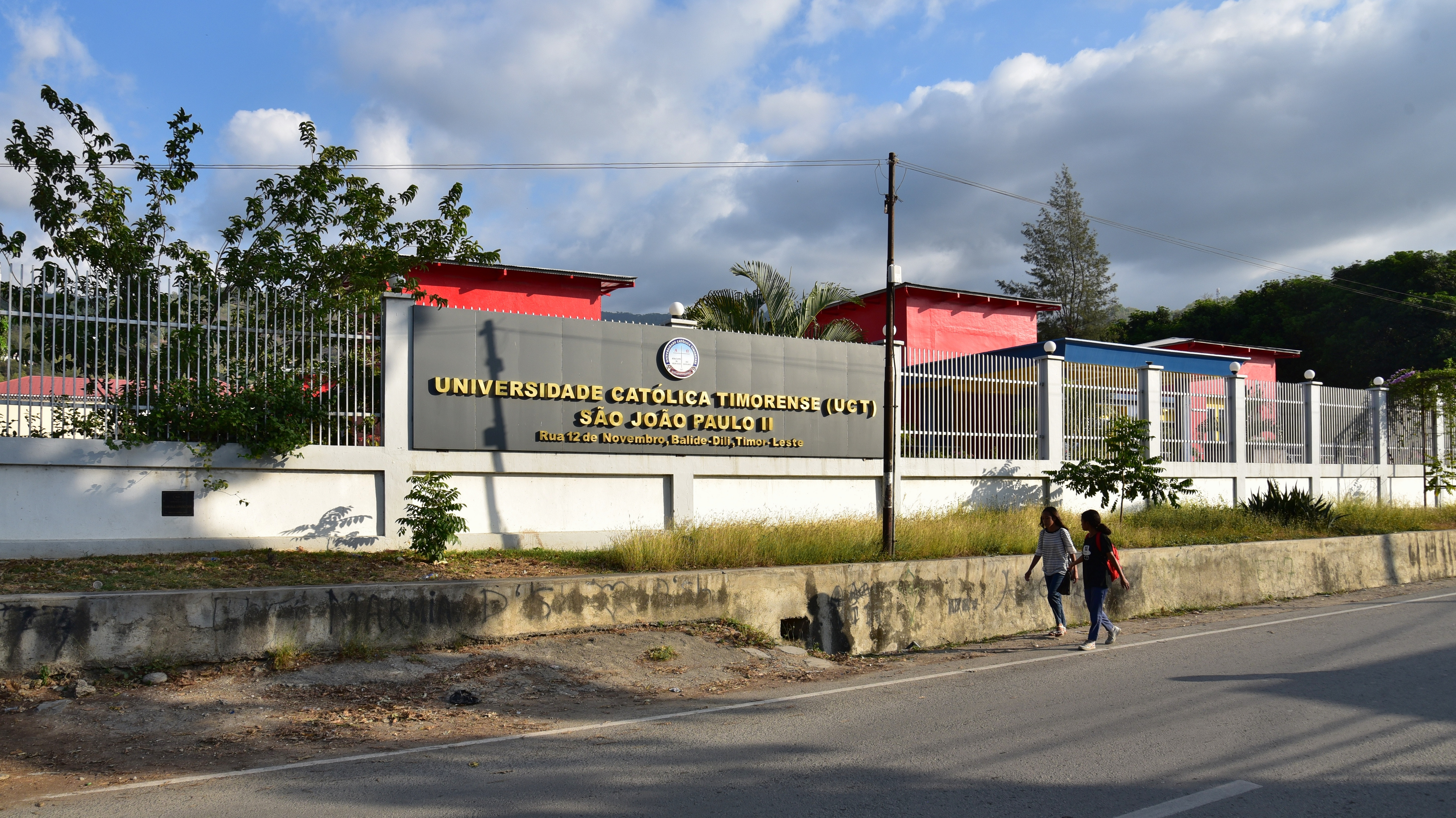
Sitz der Universität
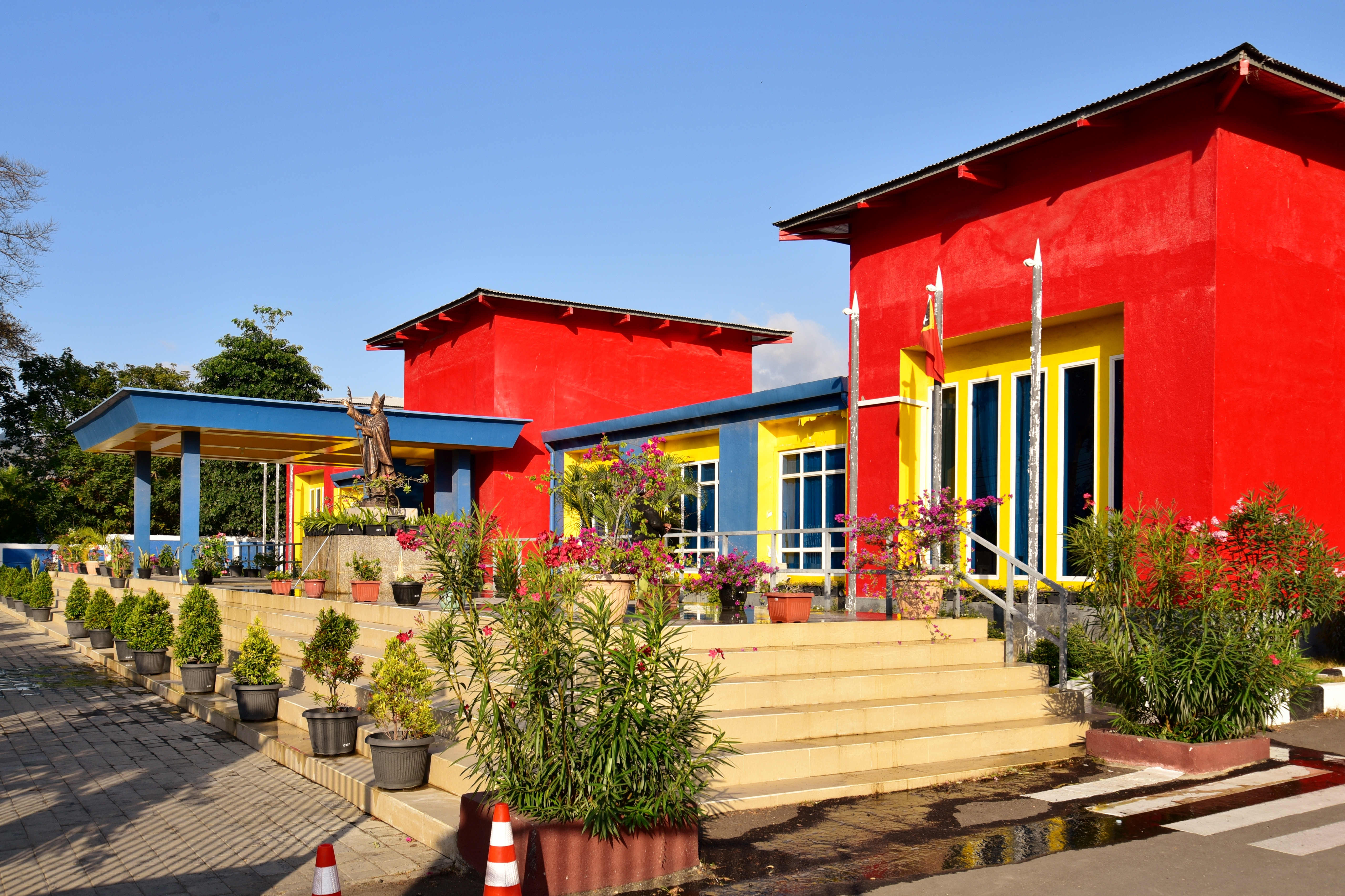